# 萨勒德维勒法尼昂
萨勒德维勒法尼昂（法語：Salles-de-Villefagnan，法語發音：[sal də vilfaɲɑ̃]，意为“维勒法尼昂的萨勒”）是法国夏朗德省的一个市镇，属于孔福朗区。

## 地理
萨勒德维勒法尼昂（45°57'32"N, 0°9'43"E）面积12.83 平方千米，位于法国新阿基坦大区夏朗德省，该省份为法国西部内陆省份，北起德塞夫勒省和维埃纳省，东临上维埃纳省，东南至多尔多涅省，南至多爾多涅省，西接滨海夏朗德省。
与萨勒德维勒法尼昂接壤的市镇（或旧市镇、城区）包括：沙尔梅、瑞耶、洛讷、夏朗德河畔韦尔特伊、库尔科姆。

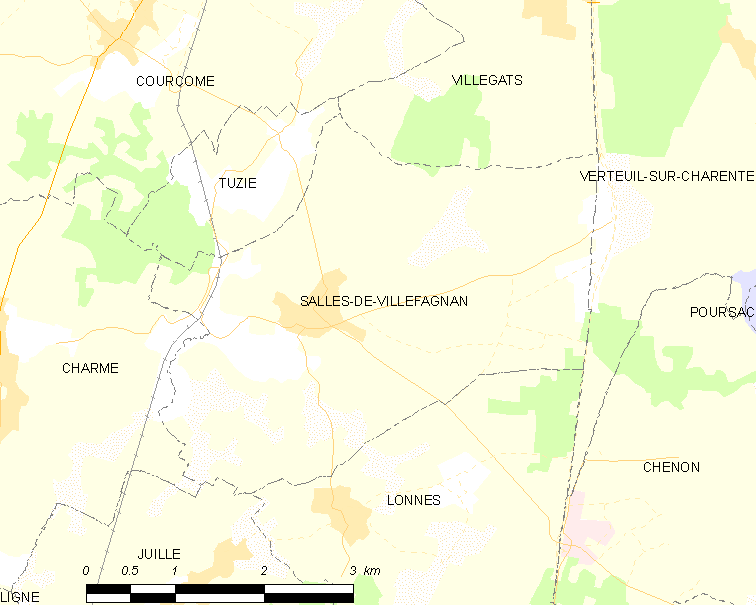
萨勒德维勒法尼昂的OSM定位图

萨勒德维勒法尼昂的时区为UTC+01:00、UTC+02:00（夏令时）。

## 行政
萨勒德维勒法尼昂的邮政编码为16700，INSEE市镇编码为16361。

## 政治
萨勒德维勒法尼昂所属的省级选区为夏朗德北县。

## 人口

1962-2008年间萨勒德维勒法尼昂人口变化图示

萨勒德维勒法尼昂于2022年1月1日时的人口数量为313人。